# Naherholungsgebiet Eibia

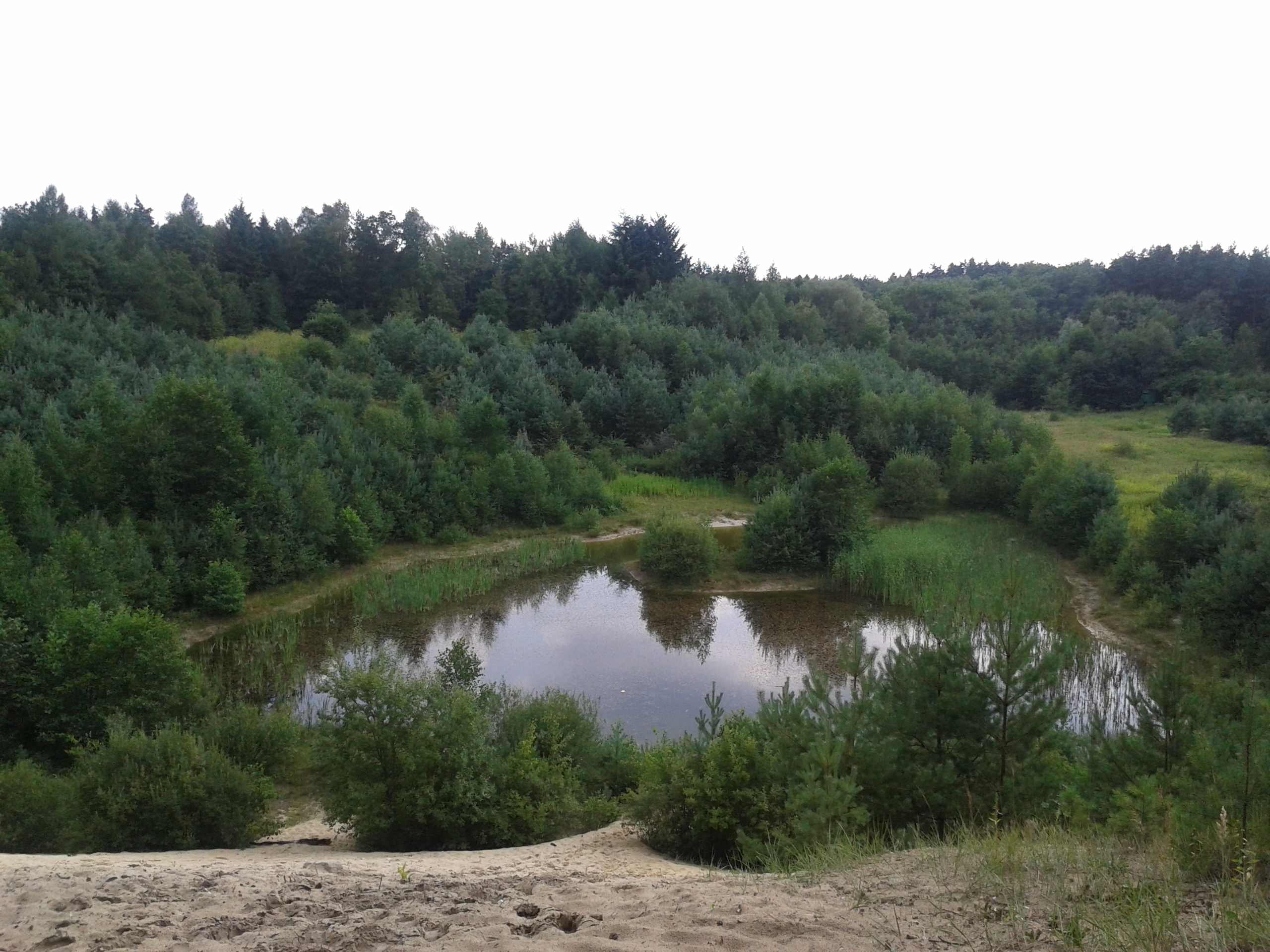
Versteckter See im südwestlichen Erholungsgebiet Eibia-Lohheide

Das Naherholungsgebiet Eibia-Lohheide ist ein Teil der hügeligen Tallandschaft des Böhmeknies in der Lüneburger Heide. Das im Eigentum der Stadt Walsrode befindliche Naherholungsgebiet ist eine Hügellandschaft mit Flussläufen, Heideflächen und Hügelgräbern nahe dem Naturschutzgebiet Lönsgrab. Neben dem langgestreckten Steilufer der Warnau umfasst es nahezu das gesamte Gelände des zur Zeit des Nationalsozialismus gegründeten Rüstungsunternehmens und Schießpulver-Produzenten Eibia. Es lag überwiegend im östlich parallel zum Warnautal verlaufenden Bomlitztal und dem dazwischen liegenden Höhenrücken der Lohheide. Ein „Geschichts- und Erinnerungspfad“ über das Gebiet ermöglicht den Besuchern eine eigenständige Erkundung des einstigen Fabrikstandorts und seiner Reste, zumeist Wälle, Hohlwege, Bahntrassen und wenige Gebäude.

## Landschaft und Naturraum
Die bewegten natürlichen Geländeformen des Gebietes sind geprägt durch die etwa 25 Meter in die umgebenden schwachwelligen Hochflächen eingeschnittenen Täler der beiden größten Böhme-Nebenflüsse Bomlitz und Warnau. Während die Hänge beider Täler zum Rücken der Lohheide hin eher trocken-sandig sind, sind die jeweils gegenüberliegenden Hänge feucht und quellenreich. Im Warnautal befinden sich dort über stauenden Tongesteinen Wiesen und Weiden mit Kleingehölzen, im Bomlitztal über lehmiger Grundmoräne der vorletzten Eiszeit ein von Quellgerinnen zertalter Waldhang. In der trockenen Lohheide mit ihren Hügelgräberfeldern liegt das Grundwasser dagegen tief, was für die Anlage der teils unterirdischen Bauten der Eibia günstig war. Vor dem Bau der Munitionsfabrik war das Gebiet von Heideflächen und ab Mitte des 19. Jahrhunderts auch von Kiefernaufforstungen geprägt. Die Talsohlen der Flüsse waren von bewässerten Wiesen eingenommen. Von Südwest nach Nordost wurde das Gebiet von einem Weg gequert, der von in Walsrode wohnenden Beschäftigten der Firma Wolff & Co in Bomlitz benutzt wurde. Nach dem Ende der Munitionsfabrik entwickelten sich im Bomlitztal feuchte Auwaldbestände und in den strukturreichen Hängen verschiedenartige Waldgesellschaften.

## Jüngere Geschichte
Auf dem Gelände der ehemaligen Schießpulverfabrik wurden während des Zweiten Weltkrieges Tausende von Zwangsarbeitern aus mehr als 20 Ländern zur Rüstungsproduktion eingesetzt.
In der Nachkriegszeit wurden auf Anordnung der Britischen Militärbehörden die Werksanlagen der Eibia demontiert und fast alle der in die hunderte gehenden Bunker im Jahr 1949 im Zuge der Entmilitarisierung Westdeutschlands gesprengt. In der Folge blieben die Trümmer der zerstörten Pulverfabrik rund drei Jahrzehnte nahezu unberührt in dem umzäunten Gelände liegen. In diesem Zeitraum konnte sich in diesem von Menschen kaum betretenen Teil der Lohheide ein Zufluchtsort für zahlreiche Tiere und Pflanzen entwickeln.
In den Jahren 1971, 1972 und 1980 erwarb die Gemeinde Bomlitz große Teile der Geländes, um daraus ein Erholungsgebiet für die Bevölkerung zu entwickeln. Hierzu wurden die Flächen in den 1980er Jahren durch den Kampfmittelbeseitigungsdienst Niedersachsen und verschiedene Spezialfirmen bis zum Herbst 1989 saniert. Noch im selben Jahr wurde die Eibia als Erholungsgebiet für die Bevölkerung zugänglich gemacht. Im Norden, am südlichen Ortsrand von Benefeld, gehört ein kleiner Teil zu einem Unternehmen des Industrieparks Walsrode, im Südwesten wurde bis Ende der 1980er Jahre Sandabbau betrieben und anschließend renaturiert.
Die Europäische Union und der Verein Stiftung Geschichtshaus Bomlitz e. V. realisierten später unter anderem einen erläuternden „Geschichts- und Erinnerungspfad“ über das Gelände der ehemaligen Schießpulverfabrik, auf dem sich heute überall „Betonreste, unnatürliche Erdwälle und merkwürdig deplatzierte Betonmauern“ finden. Schon älter ist der im Südwesten des Naherholungsgebietes gelegene Archäologische Wanderpfad Bomlitz, der das Hügelgräberfeld Borg und die altsächsische Hünenburg in einem Rundweg erklärt. 
Das gesamte Naherholungsgebiet ist unter Landschaftsschutz gestellt, seit 1984 das Bomlitztal (HK 00032), seit 1994 das Warnautal (HK 00012). Der Südrand gehört seit 1976 zum Landschaftsschutzgebiet Böhmetal (HK 00016).